# Ethmia coscineutis
Ethmia coscineutis es una especie polilla sudafricana de Insecta del género Ethmia, de la familia Ethmiidae, del orden Lepidoptera.

## Taxonomía
Fue descrita científicamente por Meyrick, 1911. Fue publicado por primera vez en Meyrick E., 1913b, Descriptions of South African Micro-Lepidoptera. IV vol 3 issue 4 pages 267–336.